# János diák
János diák (1476 körül) miniátor, kassai domonkos fráter.
1476-ból származik az általa készített díszes kódex, amit a kassai domonkosok könyvtára őriz. Szignatúrája Janisch Dyack illetve F. I. C (Frater Johannes Cassoviensis). Valószínűleg azonos azzal a János fráterrel, aki 1488-ban engedélyt kapott miniálására saját és más rendházakban.